# GAZ Gazelle Next
GAZelle NEXT è una versione aggiornata della serie originale GAZelle di furgoni e autocarri medi prodotti dal colosso automobilistico russo GAZ. Viene prodotto insieme all'originale GAZelle, che ora è noto come GAZelle Business.
Il primo modello disponibile era equipaggiato con un motore turbodiesel a quattro cilindri della Cummins, che dispone di 129 cavalli a 3600 giri/min. Il motore soddisfa gli standard sulle emissioni Euro 4 ed Euro 5.
Il 10 aprile 2013 è stata avviata la produzione in serie di GAZelle Next. Il 7 marzo 2014 è iniziata la produzione in serie della Gazelle NEXT con cabina doppia. 24 marzo, la produzione dell'autobus Gazelle NEXT Cityline. Nel maggio 2014, GAZ ha ricevuto l'omologazione europea unica del veicolo, che ha consentito loro di vendere la Gazelle NEXT all'interno dell'Unione europea. Nel settembre 2015, la fiera Comtrans di Mosca ha incluso su questa base un furgone e un minibus. Le vendite del furgone sono iniziate nell'aprile 2016 e del minibus nel novembre 2016.

## Versioni
- Autocarro a pianale GAZ-А21R22-20
- Autocarro a pianale GAZ-А21R32-10 con passo allungato
- GAZ-А22R22-10 camion pianale con doppia cabina
- Autocarro a pianale GAZ-А22R32-20 con doppia cabina e passo allungato
- Camion frigorifero GAZ-А23R22-0011-26
- Camion frigorifero GAZ-А23R32-0011-26 con passo allungato
- GAZ-А23R32-0011-18-641 furgone per manufatti
- GAZ-А23R32-0011-18-041 furgone per manufatti con passo allungato
- Autoambulanza modulare classe "B"
- Autoambulanza modulare classe "C"
- GAZ-А64R42 autobus urbano particolarmente piccolo
- GAZ-А63R42 autobus suburbano particolarmente piccolo